# Py
Py (en catalán Pi de Conflent) es una localidad y comuna francesa situada en el departamento de Pirineos Orientales y la región de Languedoc-Rosellón, en la comarca del Conflent. Tenía 110 habitantes en 2007.
Sus habitantes reciben el gentilicio de pinencs, y también pinatxos.
Administrativamente, pertenece al distrito de Prades y al cantón de Olette.

## Geografía
Py es un pueblo de montaña situado en los Pirineos, cerca de la frontera con España y Andorra. En el término municipal se encuentra la reserva natural de Py.

## Demografía
| 80 | 113 | 102 | 95 | 97 | 107 |
| Para los censos de 1962 a 1999 la población legal corresponde a la población sin duplicidades (Fuente: INSEE [Consultar]) |     |     |    |    |     |